# Gaspar (dofí)
Gaspar, també conegut com a Jean Floc'h, fou un dofí mular adult mascle de més de 3 m de llargada i 400 kg de pes que aparegué al port de Ribadeo (província de Lugo) a finals de l'any 2007, després d'haver estat observat uns dies abans per pescadors a prop de les illes Cíes. Des d'aleshores, el dofí viu en llibertat en aigües costaneres de Galícia i el nord de Portugal. Coincidint amb la Nit de Reis, el dia 5 de gener del 2008 se li donà el nom de Gaspar, en record al Rei Ros.
Els experts en animals marins que han estudiat Gaspar creuen que el seu comportament és poc habitual, car sembla preferir la companyia dels humans a la d'altres exemplars de la seva espècie. Segons alguns científics, això es podria deure al fet que hagués estat foragitat de manera violenta del seu grup de dofins. Aquesta teoria es veu recolzada per diverses cicatrius que podrien ser el resultat d'enfrontaments violents amb altres dofins.
Amb les persones, Gaspar és un animal sociable a qui li agrada jugar. Gaudeix seguint les embarcacions, especialment si tenen un motor a turbina, i juga amb els nedadors. Això portà problemes quan els bussos professionals que treballaven per les drassanes del port de Vigo reclamaren que el cetaci fos transferit a un altre indret o a un aquari, després que Gaspar hagués arrossegat a sis metres de profunditat un bus que estaba soldant sota l'aigua. La Xunta de Galicia rebutjà aquesta possibilitat, argumentant que el dofí només volia jugar i que no presenta una actitud agressiva. D'altra banda, moure el dofí a aigües obertes només seria una solució temporal, car és probable que tornés; i moure'l a un aquari no seria bo per al benestar de l'animal. Per això, la Xunta recomanà precaució als bussos durant les seves immersions, i demanà a la gent que no alimentés el dofí per tal que no se sentís encara més atret pels humans.
Desaparegué sobtadament el 2010. Entre les possibles causes, s'ha avançat que fos mort per pescadors gallecs.

## Origen

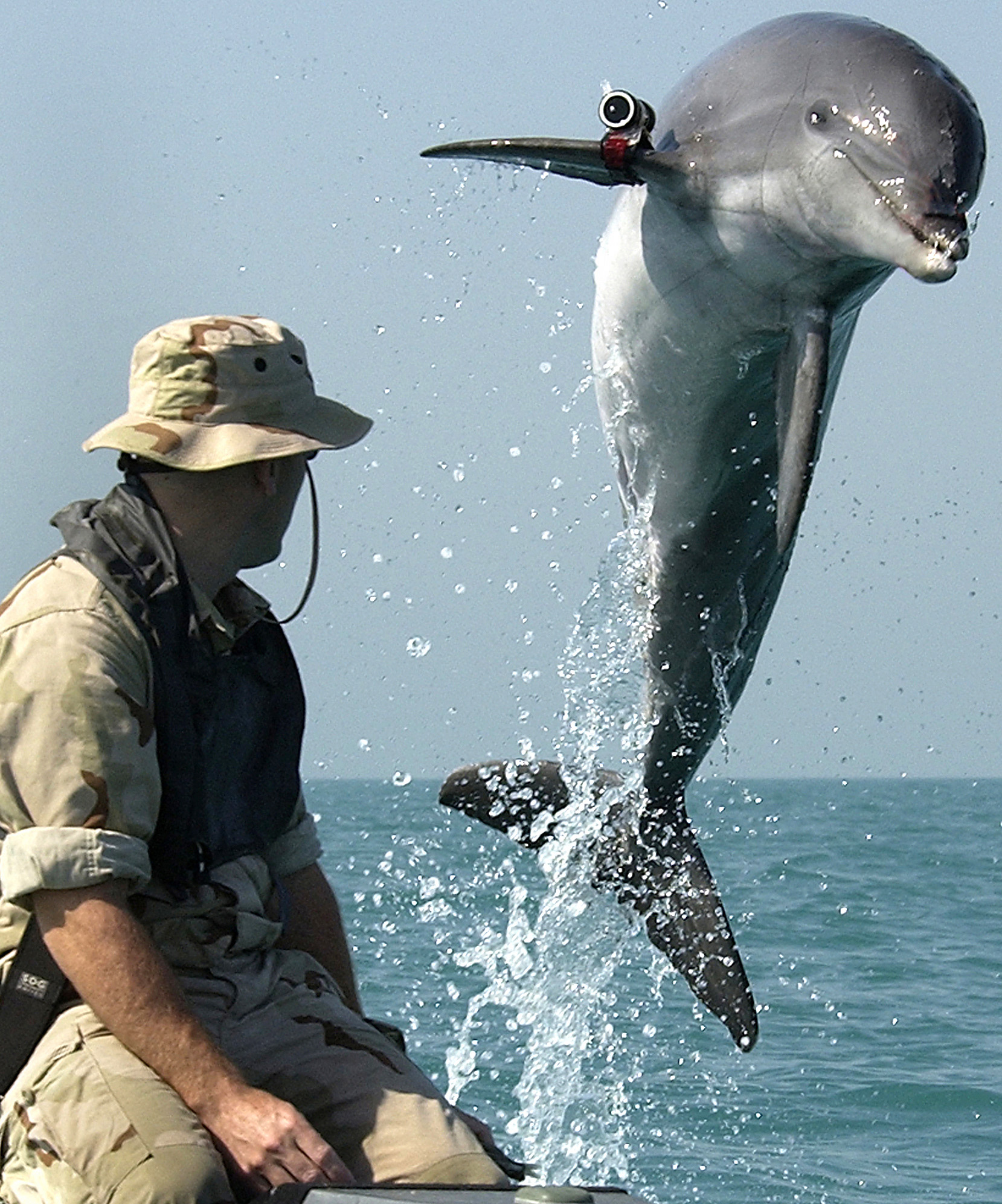
Els exèrcits de mar dels Estats Units i de la Unió Soviètica han entrenat dofins amb fins militars. Aquí, un dofí mular anomenat K-Dog realitza tasques de detecció de mines al golf Pèrsic.

La particular actitud de Gaspar i les característiques del seu comportament fan pensar que, abans d'arribar a aigües gallegues, podria haver estat entrenat en captivitat amb fins militars. El director tècnic del Grupo de Rescate y Estudio de los Mamíferos Marinos de Galicia (GREMMG), Antonio Rodríguez Folgar, explicà que des de fa molts anys s'entrenen dofins perquè patrullin amples zones de costa, actuant en certa manera com a "guardacostes".
Una de les hipòtesis és que Gaspar hauria estat entrenat en el marc del programa d'ensinistrament militar de dofins dels Estats Units. L'Armada dels Estats Units, que compta amb uns 75 dofins ensinistrats, als quals suposadament s'ensenya a fer tasques com ara el reconeixement d'embarcacions enemigues, detecció de mines, atacs contra bussos enemics, ajudar bussos amics en dificultats, i enfonsar submarins enemics per mitjà de tàctiques kamikaze. L'Armada té centres d'entrenament a Florida. L'any 1998, el pas de l'huracà Mitch devastà la regió i provocà importants danys als centres d'ensinistrament, permetent que la pràctica totalitat dels dofins que s'hi trobaven quedessin en llibertat.
Aquesta hipòtesi guanyà força quan experts en mamífers marins mostraren al dofí senyals utilitzats pels ensinistradors militars, i Gaspar en reconegué perfectament la majoria. Tanmateix, aquesta hipòtesi no es pot confirmar, car l'Armada dels Estats Units refusa donar informació sobre els seus programes d'entrenament de mamífers marins, per raons de secretisme militar, però també perquè aquest tipus d'ensinistrament és molt criticat pels grups en favor de la protecció dels animals. Les úniques declaracions de l'Armada al respecte són per desmentir que s'entrenin dofins per atacar humans o per destruir embarcacions.
Una altra teoria, recolzada per les múltiples cicatrius i pels senyals que porta Gaspar al cos, és que Gaspar hauria estat expulsat de manera violenta del seu grup de dofins. Un punt a favor d'aquesta hipòtesi és que, a principis d'agost del 2008, un grup d'uns 35 dofins mulars arribaren a la zona de Baiona, on se suposa que Gaspar hi entrà amb contacte; després d'aquest episodi, Gaspar aparegué amb diversos talls al musell, cosa que indicaria que havia estat rebutjat de nou. Tanmateix, aquesta teoria per si sola no explicaria el comportament inusual de Gaspar, car els mascles de dofí mular viuen sovint en solitari o en grups de dos o tres. Si mai s'uneixen a un grup més gran, només ho fan per un període curt.

## Comportament

Una de les primeres imatges preses del dofí Gaspar, en el seu primer mes a Galícia. Les imatges d'aquest dofí són rares perquè la llei prohibeix acostar-se als mamífers marins sense un permís per escrit de les autoritats.

Un dels comportaments més típics de la seva espècie que presenta Gaspar és seguir les esteles de les embarcacions amb què es troba. És capaç de fer-ho a gran velocitat; en una ocasió, fou capaç de seguir de ben a prop una llanxa del Servei de Vigilància Duanera que navegava entre Vilagarcía de Arousa i Ribeira, assolint una velocitat d'entre 42 i 60 nusos (78-111 km/h).
També li agrada el contacte humà, per la qual cosa intenta jugar amb els nedadors i els bussos que es troben al seu voltant. El gener del 2008 començà a atreure la gent, que anaven cada dia a veure'l a la platja. Gaspar aprengué a visitar el club nàutic de Ribadeo durant els matins i durant les tardes, que és quan hi havia més gent amb qui relacionar-se. Quan algú li llançava una boia, s'hi posava a jugar. Com que la legislació actual a Espanya prohibeix nedar amb els dofins o amb altres mamífers marins, les autoritats de Galícia intentaren desencoratjar la gent de banyar-se o de relacionar-se amb el cetaci per mitjà de la imposició de multes. A l'abril del 2008, un grup de gallecs intentaren rodar un documental sobre Gaspar, i acabaren pagant un total de set multes: una per enregistrar imatges de l'animal sense haver demanat el permís corresponent, una per banyar-se en aigües del port de Ribadeo, i cinc més per haver pertorbat un animal protegit.
Probablement a causa de l'alt nivell de soroll marí de la regió en què viu, Gaspar no roman gaire temps al mateix indret i va movent-se d'un punt a l'altre de la costa galaicoportuguesa. S'acostà a la costa per primer cop al desembre del 2007 a Ribadeo, una població de l'est de Galícia que limita amb el Principat d'Astúries. Seguidament es mogué a Baiona, gairebé a l'altre extrem de Galícia. Viatjà encara més al sud fins A Guarda i arribà a Portugal, on passà un temps a Leixões. Després tornà a Baiona, des d'on arribà a la ria de Vigo amb una ferida al musell i un tall des de la boca fins a la galta, lesions que podrien haver estat el resultat d'un enfrontament violent amb un grup de dofins mulars que també es trobaven prop de Baiona durant aquells dies.
Alguns bussos s'han queixat perquè diuen que els jocs del dofí ha posat en perill la seva seguretat mentre duien a terme activitats submarines; el 8 de juliol, diversos bussos estaven treballant per l'empresa Consamar quan el dofí suposadament n'envestí un amb el musell i n'agafà un altre amb una aleta, arrossegant-lo uns quants metres. Tot i que els bussos quedaren sans i estalvis, s'espantaren, i decidiren suspendre les seves immersions perquè no sabien com actuaria el dofí. Juntament amb el GREMMG, els bussos exigiren a la Conselleria de Medi Ambient de Galicia que prengués mesures per moure el dofí Gaspar a un nou indret. La setmana següent, la Xunta de Galicia rebutjà aquesta possibilitat, negant que el dofí tingui intencions hostils i afirmant que és un animal curiós que només que vol és jugar. També assenyalà que ni moure el dofí a mar oberta ni moure'l a un aquari semblen solucions viables; en el primer cas, el dofí podria tornar a la costa en poc temps, mentre que dur-lo a un aquari podria perjudicar el benestar de l'animal. Tanmateix, el comportament dofí pot representar un problema de seguretat encara que no tingui una actitud agressiva, car és molt insistent a l'hora de cridar l'atenció dels nedadors i no sempre sap mesurar bé la seva força, per la qual cosa podria provocar lesions sense voler. Els pescadors de les comarques de Pontevedra i O Morrazo també s'han queixat que el dofí els ha trencat les xarxes o altres eines de treball.